# 致命一擊

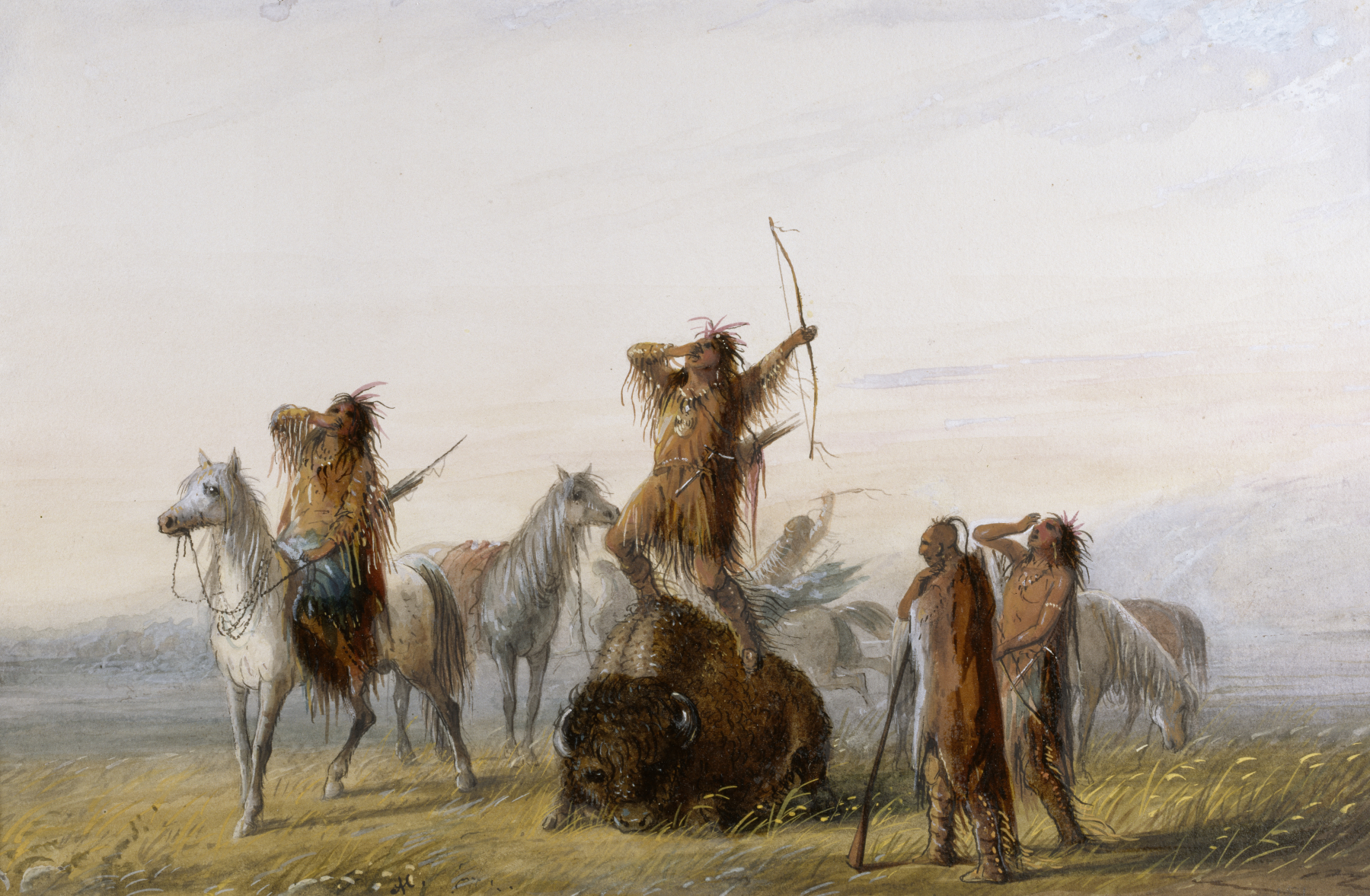
阿爾弗雷德·雅各布·米勒的畫作《勝利的歡呼》，描繪美洲原住民獵人正聚集在一頭受了重傷的野牛周圍，準備對這頭動物實施致命一擊前發出勝利的呼喊

致命一擊是指人們对受重伤的人或动物發動最后一次攻擊，目的是结束其痛苦或讓其死亡。该行为也被視為对受了致命伤的平民或军人、友军或敌军的安乐死。實施致命一擊時有可能会得到受重伤的人的同意，有时则不会。不過对无行动能力的军人進行致命一擊属于战争罪行：战争法规定，在战争状态下，应医治无行动能力、严重伤残者，不得对其执行安乐死。